# Lithobius carinipes
Lithobius carinipes är en mångfotingart som först beskrevs av S. Ishii och Yahata 1997.  Lithobius carinipes ingår i släktet Lithobius och familjen stenkrypare. Inga underarter finns listade i Catalogue of Life.